# زوئه فلیکس
زوئِه فِلیکس (به انگلیسی: Zoé Félix) (زاده ۷ مه ۱۹۷۶) بازیگر فرانسوی است.
از کارهای معروف او می‌توان به فیلم به استیکز خوش آمدید اشاره کرد.